# 28614 Вейвода
28614 Вейвода (28614 Vejvoda) — астероїд головного поясу, відкритий 25 березня 2000 року.
Тіссеранів параметр щодо Юпітера — 3,640.
Названо на честь чеського композитора Яромира Вейводи (1902-1988).